# 亚苏县
亚苏县是越南多乐省下辖的一个县。

## 地理
亚苏县东接亚赫辽县，西接柬埔寨，南接奔敦县，东南接格姆阿县，北接嘉莱省诸博容县和诸蒲县。

## 历史
2006年5月16日，亚罗社析置亚利社，亚崩社部分区域划归亚得摩社管辖，亚崩社和亚得摩社析置亚若社。
2024年9月28日，越南国会常务委员会通过决议，自2024年11月1日起，亚若社部分区域划归亚罗社管辖。

## 行政区划
亚苏县下辖1市镇9社，县莅亚苏市镇。
- 亚苏市镇（Thị trấn Ea Súp）
- 格克邦社（Xã Cư Kbang）
- 格姆兰社（Xã Cư Mlan）
- 亚崩社（Xã Ea Bung）
- 亚勒社（Xã Ea Lê）
- 亚诺社（Xã Ea Rốk）
- 亚利社（Xã Ia Jlơi）
- 亚罗社（Xã Ia Lốp）
- 亚若社（Xã Ia Rvê）
- 亚得摩社（Xã Ya Tờ Mốt）